# 文化素养
文化素养（Cultural Literacy）是用优势文化中的习语、隐喻和非正式内容流利交谈的能力，以及在思想上的水平。从熟悉的街道路标，到历史出处的知识，再到理解最近的俚语，文化素养需要理解文化的相互影响并作出反应。社会成员约定，如果正规的文学知识停留在某个点上，便失去其价值。因为生活是由科學、艺术、表达、历史和经验所交织，文化素养要求在创造公众语言和"群体思考"上对琐事及其用途有范围广泛的理解。文化素养强调这些片段信息的知识的创造者假定听众们已经掌握了这些内容。

## 延伸阅读
- Hirsch, Jr., E.D. . Boston: Houghton Mifflin. 1987. ISBN 978-0-395-43095-8.